# Dermatiscum
Dermatiscum är ett släkte av lavar i familjen Physciaceae.

## Arter
Släktet har enligt Catalogue of Life två accepterade arter:
- Dermatiscum pusillum
- Dermatiscum thunbergii